# Isola Sala y Gómez
L'isola Sala y Gómez talvolta chiamata anche Salas y Gómez (in spagnolo Isla Sala y Gómez o Salay y Gómez, in rapanui Motu Motiro Hiva, "isola dell'uccello sulla via per una terra lontana") è una piccola isola disabitata situata nell'Oceano Pacifico e appartenente al Cile. Fa parte della provincia dell'Isola di Pasqua, nella regione Valparaiso.

## Geografia
L'isola Sala y Gómez è localizzata alle coordinate 26°28′S 105°28′W, 3.220 km ad ovest della costa cilena, 2.500 km ad ovest dell'arcipelago cileno delle isole Desventuradas e 391 km a est-nordest dell'isola di Pasqua.
L'isola è costituita da due formazioni rocciose, la più piccola ha un'estensione di circa 4 ettari e la più grande ne misura circa 11 collegate nella parte settentrionale da un istmo largo circa 30 m. La lunghezza complessiva da nord-ovest a sud-est è di circa 770 m. Il punto più elevato si trova a 30 m s.l.m.